# Eladi Bergadà Porta
Eladi Bergadà Porta (Reus, 21 de gener de 1899 - segle XX) va ser un periodista català.
Era fill de Pelegrí Bergadà Pi, barretaire, de Reus i de Magdalena Porta Vidal, de Vila-seca. Vinculat als sectors republicans reusencs, va iniciar-se en el periodisme amb 18 anys a El Regenerador: setmanari republicà que va sortir el 1917 i a la Fulla del Centre Autonomista de Dependents del Comerç i de la Indústria del 1918 al 1920. Afiliat al Foment Nacionalista Republicà, des del 1917 va escriure articles de contingut polític i ideològic al seu portaveu Foment. El 1921 era un dels principals redactors del setmanari satíric Paricu on, sota el pseudònim de «Gutiérrez», escrivia la secció «El garrofer municipal», i feia divertides crítiques de la política de l'Ajuntament, organisme on treballava d'administratiu. El 1922 va ser un dels fundadors de l'Associació de la Premsa de Reus. Va formar part de la «minoria renovadora» que, dirigida per Joaquim Santasusagna, i integrada per Antoni Martí Bages, Jaume Sabater, Josep Miquel i Pàmies, i Pere Estrada van donar un impuls de qualitat a la Revista del Centre de Lectura en la seva tercera època. Va actuar molt activament en el camp dels esports i col·laborà amb el doctor Joan Domènech en la construcció d'un nou estadi pel club Reus Deportiu. Un fill seu, Eladi Bergadà Cañellas, va ser un dels fundadors de la secció d'hoquei sobre patins del Club Natació Reus Ploms el 1942, que el 1946 es proclamà campió d'Espanya.